# 大嶋高幸
大嶋 高幸（おおしま たかゆき、1957年 - ）は、日本の料理人。
料亭「なだ万」で長らく日本料理を手がけ、2018年に現代の名工に選ばれた。
現在は独立し、東京西麻布で料亭「西麻布 大嶋」などを営んでいる。

## 経歴
東京都で生まれる。1974年、料亭「なだ万」に入社し、帝国ホテル店にて勤務。料理人としての基本を学んだ。1987年に名古屋東急ホテル店料理長補佐、1991年には香港アイランドシャングリ・ラ・ホテル店料理長、1997年に帝国ホテル店料理長となり、2012年から「なだ万」総料理長を務めた。
大嶋が手掛けた料理は、迎賓館や帝国ホテルでの外国要人向けのレセプションでも提供され、1997年から2012年までの15年間で、海外の大統領、首相、国家元首、王族など40ヶ国以上の料理を提供。（中国：江沢民国家主席、ペルー：アルベルト・フジモリ大統領、イギリス：マーガレット・サッチャー首相、トニー・ブレア首相、インド：アタル・ビハーリー・ヴァージペーイー首相、アメリカ：ジョージ・W・ブッシュ大統領　等）
2016年、調理師関係で厚生労働大臣表彰を受ける。さらに 2018年には「現代の名工」として表彰された。
2020年、東京西麻布に「西麻布 大嶋」を開店。日本料理の伝統と革新を融合させた料理が提供されている。また、2022年にオープンした「鮨 大嶋」では、厳選された鮨ネタを用いた握りずしや、一品料理が提供されている。